# Самариан, Серджиу
Серджиу Самариан (рум. Sergiu Samarian, 10 июня 1923, Кишинеу-Криш — 3 июня 1991, Гейдельберг) — румынский шахматист, национальный мастер (1946), международный мастер ИКЧФ (1988), шахматный тренер и журналист.

## Биография
Участник квалификационного турнира в рамках чемпионата Европы (Мюнхен, 1942 г.).
Неоднократный участник чемпионатов Румынии.
В составе сборной Румынии участник Балканиады 1947 г.
В 1965—1966 и 1968—1976 гг. был главным тренером мужской и женской национальных сборных Румынии. Под его руководством мужская сборная выступала на командном чемпионате Европы 1965 г., женская сборная трижды (в 1966, 1972 и 1974 гг.) становилась серебряным призером шахматных олимпиад.
В 1976 г. переехал в ФРГ. Выступал в Юго-Западной Бундеслиге, позже во 2-й Бундеслиге за клуб „Frankenthal“. До 1989 г. был федеральным тренером Германского шахматного союза, главным тренером женской сборной ФРГ. Под его руководством женская сборная ФРГ завоевала бронзу на шахматной олимпиаде 1978 г.
С середины 1950-х гг. активно играл по переписке. Пять раз участвовал в полуфиналах чемпионатов мира по переписке. В составе сборной ФРГ участвовал в командном чемпионате Европы.
В течение 10 лет был главным редактором журнала «Revista de Șah». Занимался переводом на румынский шахматной литературы с русского, французского, английского, немецкого и испанского языков.

## Книги
- Al IV-lea Turneu International de Sah al R.P.R. Editura Tineretului Cultura Fizika si Sport, Bucuresti 1955. 200 pp. (сборник партий международного турнира в Бухаресте, 1954 г.).
- The Queen's Gambit Declined (Отказанный ферзевый гамбит). Chess Digest, Inc., Dallas Texas. 1974 (translated by Grev Corbett and Patrick Miles).
- Das systematische Schachtraining („Das offizielle Lehrbuch des Deutschen Schachbundes“) (Систематическая шахматная тренировка. Официальный учебник Германского шахматного союза). Olms, Hombrechtikon/Zürich 1995 (4. Auflage), ISBN 3-283-00313-0.
- Schnelle Schachsiege. Das meisterliche Gambitspiel (Быстрая победа. Гамбитные партии мастеров). Falken, Niedernhausen 1989, ISBN 3-8068-1038-9.

## Спортивные результаты
| Год  | Город    | Соревнование                               | + | − | = | Результат | Место |
| ---- | -------- | ------------------------------------------ | - | - | - | --------- | ----- |
| 1942 | Мюнхен   | Чемпионат Европы (квалификационный турнир) | 4 | 4 | 3 | 5½ из 11  | 7—8   |
| 1947 | София    | Балканиада (сборная Румынии)               |   |   |   |           |       |
| 1951 | Бухарест | Международный турнир                       | 4 | 7 | 4 | 6 из 15   | 11—12 |